# ヨナス・ラスムセン
ヨナス・ラスムセン（英語: Jonas Rasmussen、1977年10月28日 - ）は、デンマークの男子バドミントン選手。男子ダブルス元世界ランク1位。2003年の世界王者。

## 経歴
ラース・パースケとの男子ダブルスをメインに活躍。
特に2003年には、世界選手権と中国オープンというビッグタイトルを2つ同時に獲得した。